# 広村 (広島県)
広村（ひろむら）は、かつて広島県賀茂郡に属していた村である。現在の呉市広地区。

## 歴史
- 1889年（明治22年）4月1日 - 町村制施行により賀茂郡広村が村制施行し、広村が発足。
- 1941年（昭和16年）4月21日 - 賀茂郡仁方町とともに呉市に編入されて消滅した。

### 災害
- 1884年（明治17年）8月25日 - 台風接近に伴う高潮により広村一帯が著しい被害を受けた。翌年、末広橋付近に高潮の被害を伝える「膺懲碑（ようちょうひ）」が有志により建立されたが、2020年に広市民センター敷地内に修復の上で移設されている[1]。
- 1967年（昭和42年）7月9日 - 津久茂で集中豪雨による山崩れ。9戸が倒壊し、死者・行方不明者21人[2]。

## 村名の由来
広村の村名の由来は諸説ある。
- 広地区は埋立地であり、大昔は大きな入り江になっていた。
入り江の干潮線は辺りの山々の裾にまで達しており、ひろびろとした海湾を称して「ひろ」と名付け、「広」という漢字を当てた。
- 「ひろ」は入り江状態の湾だったが、潮が引くと辺り一面干潟となり、ひろびろとした砂浜が現れたので「広」となった。

などである。

## 産業

### 農業
『大日本篤農家名鑑』によれば、広村の篤農家は、「藤田譲夫、石藤薫一、檜垣照吉、大洲敏」などがいた。

### 地主
広村の西本万助は大地主である。

### 鉱業
文政年間、1827年から白岳山一帯で石灰岩の採掘が開始される。当時、石灰窯で加工した石灰を農地へ投入することにで作物の収穫量が増加することが見いだされており、肥料の一種として利用が増加する傾向にあった。1904年以降は、村有林内の採掘権を企業に譲渡することで、村に収入がもたらされた。